# Мальцев Володимир Іванович
Володимир Іванович Мальцев (9 червня 1948, м. Фастів, Київська область — 23 травня 2008) — доктор медичних наук, професор, відомий лікар, визначний вчений, організатор охорони здоров'я, дослідник, клініцист. Міністр охорони здоров'я України (1994).

## Біографія
Народився Володимир Мальцев 9 червня 1948 р. у Фастові Київської області; у 1972 р. закінчив Тернопільський державний медичний інститут за спеціальністю «Лікарська справа». З 1972 по 1974 рр. проходив дійсну військову службу в лавах Збройних сил на посаді лікаря. З 1974 р. працював лікарем у Руженській центральній районній лікарні, з 1977 р. — завідувачем терапевтичного відділення, а з 1980 р. — начмедом облліксанупру. Працюючи лікарем, Володимир Мальцев підготував і в 1982 р. на засіданні спеціалізованої ради Другого Московського медичного інституту захистив кандидатську дисертацію.
З 1986 р. Володимир Іванович призначений на посаду головного терапевта відділу охорони здоров'я Житомирського облвиконкому. Він був активним учасником ліквідації наслідків аварії на Чорнобильській АЕС, за що нагороджений орденом «Знак Пошани».
З 1991 р. працював заступником, потім з 1 липня до 19 серпня 1994 р. міністром Міністерства охорони здоров'я України, а з 1994 по 1997 рр. — заступник Голови фармакологічного комітету МОЗ України. Великий обсяг організаторської роботи Володимир Мальцев поєднував з активною науковою діяльністю і в 1996 р. йому було присуджено науковий ступінь доктора медичних наук.
Володимир Мальцев — один з фундаторів Державного фармакологічного центру МОЗ України, де з 1997 р. завідував відділом клінічної апробації лікарських засобів, а з 1999 р. до останнього дня життя очолював відділ координації клінічних випробувань Державного фармакологічного центру МОЗ України.
Клінічна та педагогічна діяльність Володимира Івановича тісно пов'язана з кафедрою терапії та ревматології Київської академії післядипломної освіти ім. П. Л. Шупика МОЗ України: з 1993 р. він — доцент, а з 2000 р. — професор кафедри.
Володимир Мальцев стояв біля витоків становлення клінічних досліджень в Україні. За його безпосередньої участі та під особистим керівництвом розроблені та впроваджені в життя всі основоположні елементи системи клінічних досліджень та фармаконагляду в Україні.
Професор Володимир Мальцев є автором понад 250 публікацій, в тому числі наукових, навчально-методичних, а також автор 20 монографій та 2 настанов. Володимир Іванович — фундатор і незмінний президент міжнародної громадської організації «Міжнародний фонд клінічних досліджень».

## Відзнаки
- За особистий внесок у розвиток клінічних досліджень, вимог до якості, безпеки та ефективності лікарських засобів у 2006 р. Володимиру Мальцеву присвоєно почесне звання «Заслужений лікар України».
- Почесний професор Тернопільського державного медичного університету імені І. Я. Горбачевського.[1]

## Джерело
- Некролог[недоступне посилання з липня 2019]